# Geschützter Landschaftsbestandteil Feldgehölz Markenberg
Der Geschützte Landschaftsbestandteil Feldgehölz Markenberg mit einer Flächengröße von 2,5 ha liegt nordwestlich  von Hövel im Stadtgebiet von  Sundern. Das Gebiet wurde 1993 mit dem Landschaftsplan Sundern durch den Kreistag des Hochsauerlandkreises als Geschützter Landschaftsbestandteil (LB) ausgewiesen.

## Gebietsbeschreibung
Es handelt sich um ein strukturreiches Feldgehölz am Markenberg. Es besteht aus zwei Gebüschkomplexen, die im Norden durch eine dichte am Waldrand verlaufende Hecke verbunden sind. Die Gebüsche setzen sich aus älteren Sträuchern und eingestreuten Bäumen zusammen. Eine Teilfläche ist beweidet.

## Schutzzweck
Der Landschaftsplan Sundern führt zu geschützte Landschaftsbestandteilen aus: „Alle geschützten Landschaftsbestandteile sind kulturbetonte oder naturnahe Landschaftsteile, die sich mit ihrem eigenständigen Charakter deutlich von der sie umgebenden Wald- und Feld-Landschaft unterscheiden. Der besondere Schutz dieser Kleinstrukturen ist wegen ihrer hervorgehobenen Position für die Leistungsfähigkeit des Naturhaushaltes und / oder für die Attraktivität des Landschaftsbildes erforderlich. Die LB-Festsetzung trägt der landschaftlichen Bedeutung der Objekte Rechnung, die sie über das „normale“ landschaftliche Inventar eines Landschaftsschutzgebietes heraushebt.“

## Verbote und Entwicklungsmaßnahmen
Wie bei allen geschützten Landschaftsbestandteilen besteht nach § 29 Abs. 2 BNatschG das Verbot dieses zu beschädigen, auszureißen, auszugraben oder Teile davon abzutrennen oder auf andere Weise in seinem Wachstum oder Erscheinungsbild zu beeinträchtigen. Eine ordnungsgemäße Pflege ist vom Verbot ausgenommen. Es ist auch verboten Stoffe oder Gegenstände im Bereich des Geschützten Landschaftsbestandteils anzubringen, zu lagern, abzulagern, einzuleiten oder sich ihrer in anderer Weise zu entledigen, die das Erscheinungsbild oder den Bestand des Geschützten Landschaftsbestandteils gefährden oder beeinträchtigen können. Dies gilt auch für organische oder mineralische Düngemittel und Futtermittel. Sofern Gehölze zerstört bzw. beschädigt werden, kann die Untere Naturschutzbehörde eine Ersatzpflanzung oder ein Ersatzgeld festsetzten. Eine Erstaufforstung und die Neuanlage von Weihnachtsbaum-, Schmuckreisig- und Baumschulkulturen und die Wiederaufforstung mit Nadelgehölzen oder anderen, innerhalb des Gebietes nicht von Natur aus heimischen Baumarten ist verboten.
Als Entwicklungsmaßnahmen wurde festgesetzt, dass eine extensive landwirtschaftliche Nutzung des Grünlandes durch das Kulturlandschaftspflegeprogramm des Hochsauerlandkreises sicherzustellen.